# DELF
DELF (Diplôme d'études en langue française)는 프랑스어가 모국어가 아닌 사람들을 위한 프랑스어 공인 인증 자격증이다. 프랑스 교육부 산하 프랑스 에듀케이션 인터내셔널에서 주관한다. DELF는 유럽 언어 공통 기준의 처음 네 단계를 나타내는 A1, A2, B1, B2 네 단계로 구성되며, 이상은 "숙련된 사용자" 구분인 DALF로 인증된다.
성인을 대상으로 하는 "DELF 일반", 초등학생을 위한 "DELF 프림"(pre A1, A1, A2 레벨에서만 응시 가능), 중등학생을 위한 "DELF 주니어", 등 세 가지 종류로 응시할 수 있다. 각 시험은 동일한 효력을 가지며 동일한 학위를 수여하지만, 대상자에 적합하도록 자료는 다양하게 제공된다. DELF는 평생 유효한 자격증이다.

## 시험 구성
DELF 시험에서 듣기, 읽기, 쓰기 과목은 연달아 진행되며, 말하기 시험은 별도로 치러진다.

### 1부: 듣기 영역
응시자는 여러 대화를 듣고 재생된 내용에 관한 이해 문제를 풀어야 한다. A1에서 B1 레벨까지 각 내용은 두 번 재생되며, A1 레벨에서는 최대 3분, B1 레벨에서는 최대 6분 길이이다. B2 시험에서는 두 개의 녹음이 제공된다. 첫 번째 녹음은 두 번, 두 번째 녹음은 한 번만 재생되며 총 녹음 길이는 약 8분이다.

### 2부: 읽기 영역
짧은 글 여러 개를 제시하고, 그 뒤에 간단한 채우기(표시, 객관식, 참/거짓) 또는 정당한 서면 답변을 요구하는 이해 문제를 통해 응시자의 읽기 이해력을 테스트한다. A1 및 A2 레벨에서는 응시자에게 여러 개의 짧은 텍스트 또는 표지판이 제시된다. B1 및 B2 레벨에서는 더 긴 텍스트가 주어지며, B2 텍스트의 총 길이는 약 1000단어이다.

### 3부: 쓰기 영역
응시자의 쓰기 능력을 테스트하며, 레벨에 따라 주제가 다르다.
- A1 – 첫 번째 과제는 요구되는 개인 정보를 문서에 기입하는 것이다. 두 번째 과제는 일상생활 내용을 담은 간단한 텍스트이다.
- A2 – 첫 번째 과제는 짧은 사건이나 경험을 묘사하는 것이다. 두 번째 과제는 초대, 축하, 지원, 정보 제공, 정당화 등과 관련된 텍스트를 작성하는 것이다.
- B1 – 에세이, 편지 또는 기사를 통해 주어진 상황에서 개인적인 관점을 표현하는 것이다.
- B2 – B1 레벨과 마찬가지로, 정당화된 지원서, 메시지 회신 등에서 개인적인 관점과 논증을 펼치는 것이다.

요구되는 쓰기 분량은 A1은 40단어, A2는 60~80단어, B1은 160~180단어, B2는 최소 250단어이다.

### 4부: 말하기 영역
A1 및 A2 레벨에서 이 영역은 시험관의 안내에 따라 응시자가 답하는 안내 대화, 정해진 주제에 대한 짧은 정보 교환, 그리고 마지막으로 시험관과 응시자 간의 역할극으로 구성된다.
B1 레벨에서는 안내 대화, 상호 작용 연습, 그리고 응시자의 반응을 유도하기 위해 고안된 문서에 대한 토론으로 구성된다.
B2 레벨에서는 응시자의 반응을 유도하기 위해 고안된 짧은 문서를 기반으로 의견을 진술하고 방어해야 한다.

## 점수
난이도는 다르지만, DELF의 채점 방식은 각 레벨에서 동일하다. 각 영역은 25점 만점이며, 총점은 100점이다. 합격하려면 각 영역에서 최소 5/25점을 획득해야 하고, 총점 50/100점을 획득해야 한다.

## 각 영역별 시간
| 시험    | 듣기 | 읽기 | 쓰기 | 총 시간 | 말하기            |
| ------- | ---- | ---- | ---- | ------- | ----------------- |
| DELF A1 | 20분 | 30분 | 30분 | 80분    | 5–7분 + 10분 준비 |
| DELF A2 | 25분 | 30분 | 45분 | 100분   | 6–8분 + 10분 준비 |
| DELF B1 | 25분 | 45분 | 45분 | 115분   | 15분 + 10분 준비  |
| DELF B2 | 30분 | 60분 | 60분 | 150분   | 20분 + 30분 준비  |